# Cratere Agrippina
Agrippina è un cratere da impatto sulla superficie di Venere. È intitolato alla nobildonna romana Agrippina maggiore.